# Opium Baby
Opium Baby est un groupe de rock français créé à Paris dans les années 2000.

## Histoire du groupe
Opium Baby voit le jour en 2003 sous le nom de NOVA à la suite de la rencontre de trois musiciens : Alan au chant, Pyp à la guitare et Gat à la batterie. Moins d'un an après, le groupe produit un premier opus de cinq titres. S'ensuivent de nombreux concerts et concours, dont l'Europe 2 Campus Tour et les imprévus d'AOL, qu'ils remporteront. Ils seront également finalistes du RTL2 Pop Rock Tour.
En 2005, le groupe est rejoint par David à la basse et se lance dans la préparation de son premier album. 
Renommé _NOVA_ pour des problèmes de droits avec Radio Nova, puis Opium Baby, le groupe est repéré en 2010 par le label indé LMG Productions, séduit par l'album auto-produit par le groupe. Cet album, également nommé Opium Baby, sort le 13 septembre 2010. Il fait suite à la sortie d'un EP le 10 mai 2010.
Le groupe livre alors deux nouveaux titres (Supernova en septembre 2011 et Winter en février 2012) avant de cesser toute activité et d'annoncer sa séparation sur son site officiel en mars 2012.

## Discographie

### EP
2004 EP (Blanc)

2006 EP (Noir)

2010 Opium Baby - EP

### Albums
2010 Opium Baby